# Hochhausstudie München
Die Hochhausstudie München ist ein anwendungsorientiertes Fachgutachten, das Möglichkeiten untersucht und Empfehlungen gibt, die auf den Städtebau der Stadt München basieren.

## Vorgeschichte
1904 wurde von Theodor Fischer und dem Stadterweiterungsbüro die Staffelbauordnung erstellt. Diese sah in Zeiten ungebremsten Wachstums eine sich vom Stadtzentrum nach außen hin abflachende und auflockernde Struktur vor und galt bis in die 1980er Jahre. 1921 wurde der Hochhausring erstellt, jedoch nicht verwirklicht. Lediglich das alte Technische Rathaus wurde nach Plänen von Hermann Leitenstorfer realisiert.

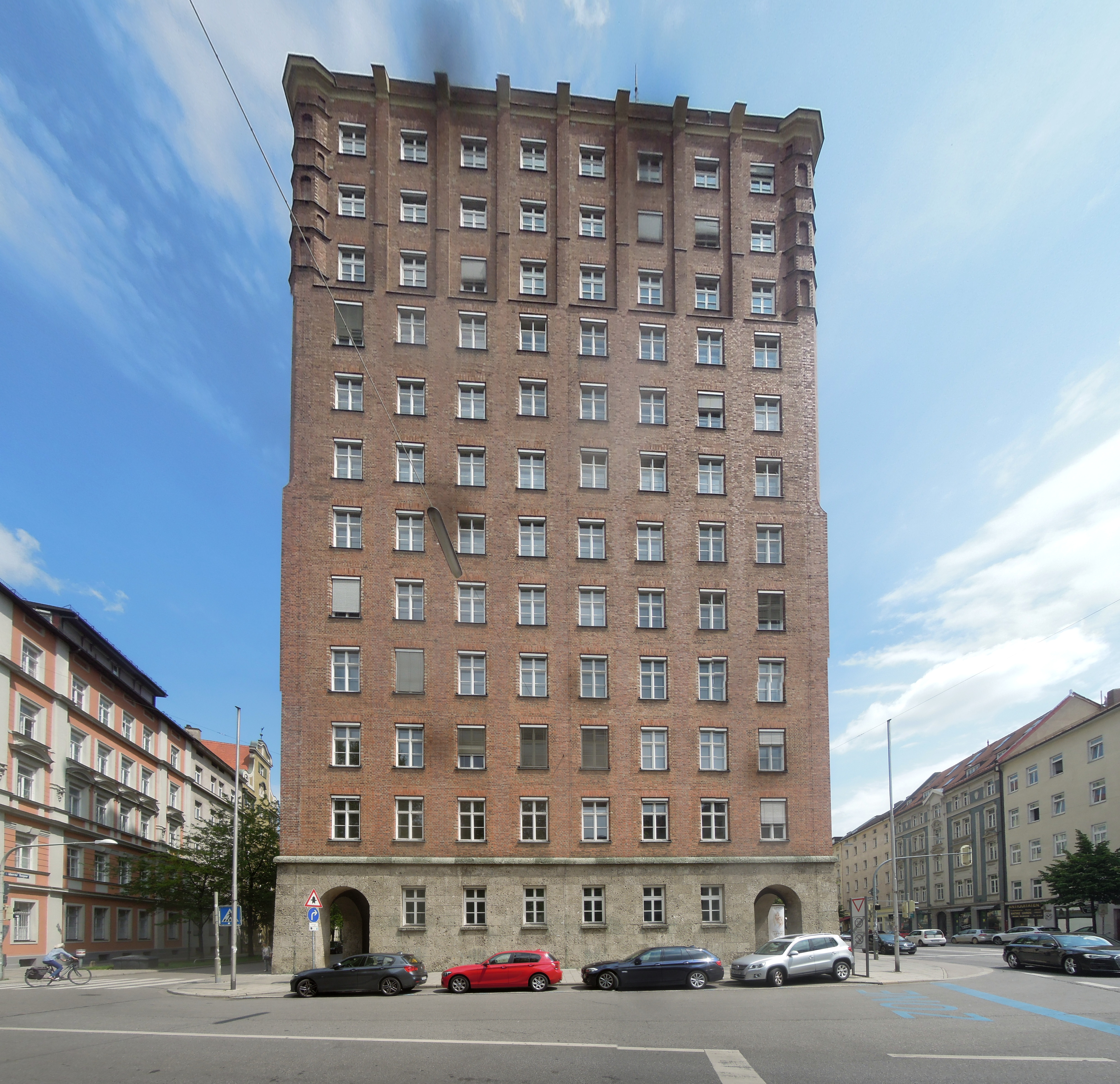
Altes Technisches Rathaus von Hermann Leitenstorfer

## Hochhausstudien

### 1. Hochhausstudie
Detlef Schreiber erarbeitete 1975 die erste Hochhausstudie – sie soll systematischer mit dem Thema Hochhäuser umgehen. Bedeutung hat die Stadtsilhouette mit ihren sichtbaren Zeichen. Die Studie wies Schutz- und Untersuchungsbereiche – Altstadt, Dorfkerne, Hangkanten, Übergang zu Grünflächen, Gebiete mit besonderem Charakter – auf. Es wurden allerdings keine Standorte vorgeschlagen.

### 2. Hochhausstudie
1995 baute Ferdinand Stracke die 2. Hochhausstudie auf der 1. Studie auf. Diese beinhaltet Überlegungen für Flächen neuer Hochhausstandorte und deren Auswirkung auf das Stadtbild. Im Vordergrund stand der Schutz der Stadtsilhouette. Stadtrandgelegene Standorte wurden auf deren Auswirkungen auf die Kernstadt hin untersucht.
Diskussion um Hochhäuser an der Paketposthalle
Im Jahr 2004 gab es ein Bürgerbegehren, das die Höhenbeschränkung für Hochhäuser von max. 100 m bezüglich der Frauenkirche vorsah. Die Stadt München scheute sich vor Planungen von höheren Gebäuden. 2019 stellte Herzog & de Meuron 2 Hochhäuser bei der Paketposthalle mit 155 m Höhe vor. Daraufhin ließ die Stadt München die 3. Hochhausstudie erarbeiten.

### 3. Hochhausstudie
2020 wurde die 3. Hochhausstudie von 03 Architekten erarbeitet, die die Stadt in 4 Zonen und 5 Höhenkategorie unterteilt. Interessant dabei ist das Gebiet um die Paketposthalle, die als Stufe 4 der Höhenbebauung – der Stufe mit den höchsten Gebäudehöhen – angegeben wurde.

## Hochhausreferenzen in München
- O2-Tower, 149 m von Ingenhoven Overdiek
- Highlight Towers, 126 m von Murphy Jahn
- Hypo Hochhaus, 115 m von Walter & Bea Betz
- SV-Hochhaus, 104 m von GKK + Partner
- BMW-Vierzylinder, 101 m von Karl Schwanzer
- ADAC-Zentrale, 92 m von Sauerbruch Hutton
- Verwaltungszentrale Siemens, 75 m von Hans Maurer
- Altes Technisches Rathaus, 45,5 m von Hermann Leitenstorfer